# シーク (映画)
『シーク』（英語: The Sheik）は、1921年にパラマウント映画が公開したルドルフ・ヴァレンティノ主演のアメリカ映画・サイレント映画・ロマンス＝アクション映画である。

## 概要
同年、『黙示録の四騎士』で人気スターに躍り上がったヴァレンティノがパラマウントへ移籍しての第一作。彼の代表作の一つ。日本では、翌1922年（大正11年）8月23日に帝国劇場で公開された。
シーク（sheik）とは、アラビア語で族長などを意味するシャイフ（شيخ）の英語読み。同じく名前のアーメッド（Ahmed）も、アラビア語のアハマド（أحمد）の英語風読み方である。

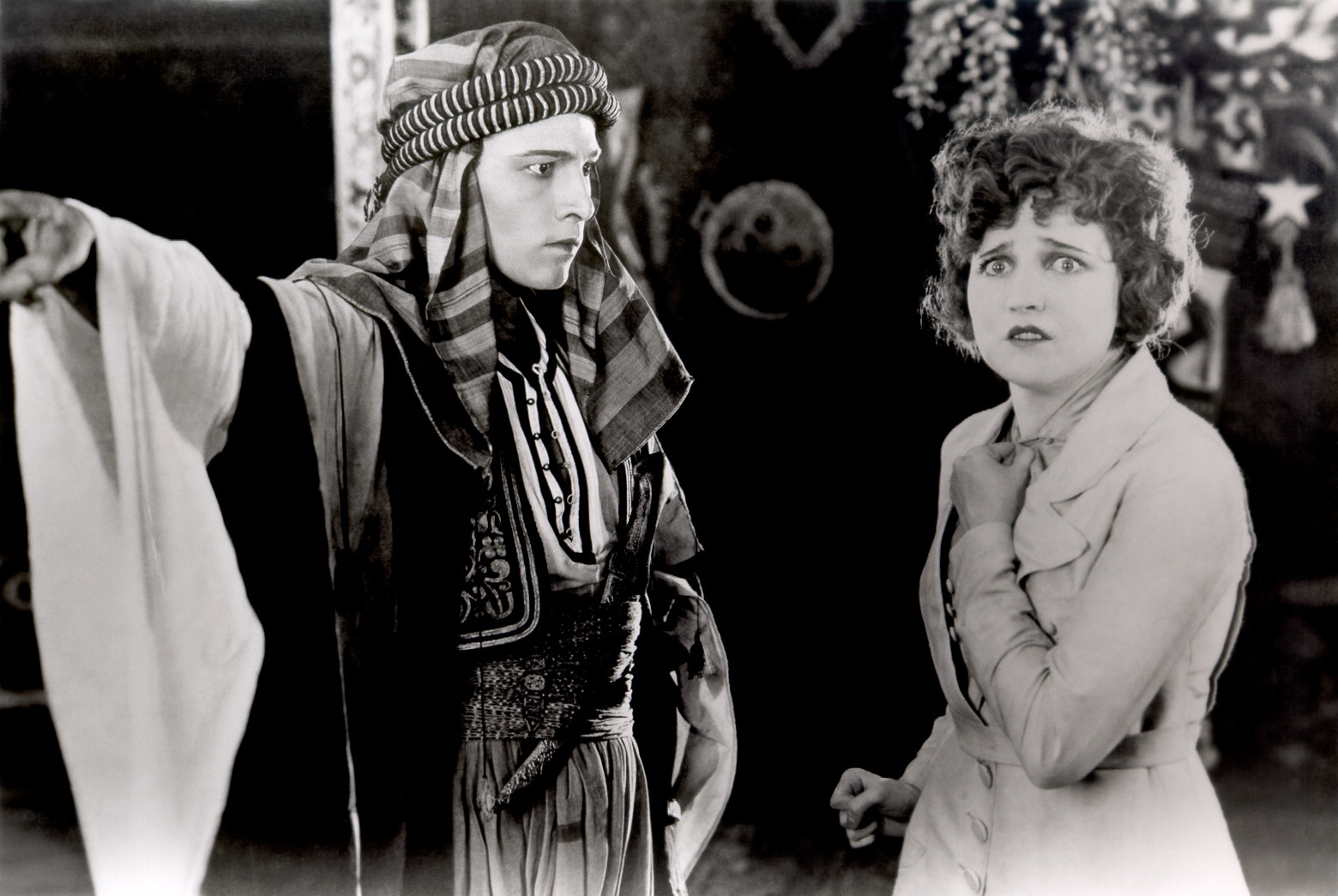
ヴァレンティノとアグネス・エアーズ

近代的な白人女性がアラブ部族の首長と恋に落ちるという典型的なエキゾティズム（異国趣味）・オリエンタリズムのストーリーである。当初は主演に早川雪洲がオファーされていた。
ヴァレンティノの人気を決定づけた本作の続編として、1926年に『熱砂の舞』（The Son of the Sheik）が公開され、彼の遺作となった。

## ストーリー
自由を束縛される結婚を嫌ってサハラ砂漠へ旅に出たイギリス女性ダイアナは、砂漠の中の町ビスクラでアラブの族長アーメッドに出逢う。はじめ、ダイアナはアーメッドを「野蛮人」と嫌うが、彼はフランスで教育を受けた洗練された人物だという。ある日、砂漠へ出たダイアナは、通りかかったアーメッドによって彼の天幕へと連れ去られて自由を奪われる。数日後、彼女はアーメッドの従者ガストンを振り切って逃亡を謀るが、山賊オマイルに襲われそうになり、アーメッド一行により助けられる。アーメッドの友人でフランス人のラウールは、彼女が嫌がっているので、帰してやるべきだとアーメッドを説得する。
アーメッドは、案内役ムスタファーをつけてダイアナを送り返す。ダイアナは途上の砂の上に「Ahmed I love you（アーメッド、愛しています）」と記すが、オマイル一派に襲われて砦に連れ去られてしまう。ダイアナが襲われたことを知り、砂の上の言葉で彼女の愛を理解したアーメッドは部族を引き連れて、オマイルの砦を襲撃する。ダイアナを助け、オマイルを倒すが、自らも重傷を負うアーメッド。ラウールの看病により目覚めるアーメッド。ダイアナは、アーメッドの実の父親がイギリス人、母親がスペイン人で、アラブ部族に拾われたのだと知る。出自が同じと知って、ついに二人は結ばれる。

## キャスト
- ルドルフ・ヴァレンティノ - シーク＝アーメッド・ベン・ハッサン（Sheik Ahmed Ben Hassan, الشيخ أحمد بن حسن）；アラブの族長（シーク）
- アグネス・エアーズ - ダイアナ・メイヨ；イギリス女性
- アドルフ・マンジュー - ラウール・ド・サン・ユベール；アーメッドの友人
- フランク・バトラー - オーブレイ・メイヨ卿
- ルース・ミラー - ジラー；結婚市場の客
- ジョージ・ワグナー - ユーセフ；部族の族長
- ルシアン・リトルフィールド - ガストン；シークのフランス人従者
- ワルター・ロング（Walter Long） - ウマイル；山賊
- チャールズ・ブリンドレイ - ムスタファー・アリ；ダイアナのガイド

## スタッフ
- 原作：エディス・モード・ハル（Edith Maude Hull）
- 脚本：モント・カッタージョン
- 監督：ジョージ・メルフォード（George Melford）
- 撮影：ウィリアム・マーシャル